# 下亚东乡
下亚东乡（藏語：གྲོ་མོ་སྨད་），是中华人民共和国西藏自治区日喀则市亚东县下辖的一个乡。
该乡下辖的鲁林地区，洞朗地区和查马普地区和不丹有争议。

## 行政区划
下亚东乡下辖以下地区：
仁青岗村和切玛村。

## 交通
- 562国道